# Eleições estaduais no Acre em 1990
As eleições estaduais no Acre em 1990 ocorreram em 3 de outubro, como parte das eleições em 26 estados brasileiros e no Distrito Federal. Foram eleitos o governador Edmundo Pinto, o vice-governador Romildo Magalhães, o senador Flaviano Melo, oito deputados federais e vinte e quatro estaduais. Como nenhum dos candidatos a governador recebeu mais da metade do votos válidos, um segundo turno foi realizado em 25 de novembro. Pela Constituição, o governador teria um mandato de quatro anos a se iniciar em 15 de março de 1991 sem direito a reeleição.
Com o número recorde de cinco postulantes ao Palácio Rio Branco os votos foram pulverizados e nisso houve o segundo turno onde Edmundo Pinto venceu Jorge Viana num embate mutuamente benéfico, pois Edmundo Pinto foi eleito e Jorge Viana tornou-se o primeiro petista com reais chances de ser governador e ainda lançou as sementes do "vianismo", corrente política que dominaria o estado nos anos seguintes. Ao longo da campanha houve surpresas como o fato do PMDB não levar Osmir Lima ao segundo turno mesmo comandando o estado desde as eleições de 1982 e a queda de Rubem Branquinho (PL) ao penúltimo lugar após figurar em primeiro nas pesquisas. Mesmo apeado da luta pelo governo o PMDB elegeu Flaviano Melo ao Senado Federal evitando a reeleição de Mário Maia, os quais foram rivais em 1986 quando o primeiro se elegeu governador.
O governador Edmundo Pinto nasceu em Rio Branco e formou-se advogado na Universidade Federal do Acre. Político originário da ARENA, foi eleito vereador na capital acriana em 1982 e deputado estadual em 1986 sempre pelo PDS, entretanto não concluiu o mandato governamental pois foi assassinado em São Paulo em 17 de maio de 1992, fato que levou à efetivação do vice-governador Romildo Magalhães. Foi também a última vitória do PDS na disputa de um governo estadual após eleger doze governadores em 1982 e também a única vitória do PDS nas disputas ao governo do Acre, estado governado pela ARENA durante a maior parte do Regime Militar de 1964. Curiosamente em 1994 a vitória foi de uma legenda que sucedeu o PDS, no caso o PPR que naquele ano elegeu Orleir Cameli.
Nas eleições proporcionais PMDB e PDS conquistaram as vagas disponíveis à Câmara dos Deputados e na Assembleia Legislativa do Acre quatro dos cinco candidatos a governador conseguiram eleger representantes.

## Resultado da eleição para governador

### Primeiro turno
Segundo o Tribunal Regional Eleitoral do Acre houve 19.942 votos em branco (12,66%) e 14.533 votos nulos (9,23%), calculados sobre um total de 157.498 eleitores, com os 123.023 votos nominais assim distribuídos:
| Candidatos a governador do estado | Candidatos a vice-governador     | Número | Coligação                                                   | Votação | Percentual |
| --------------------------------- | -------------------------------- | ------ | ----------------------------------------------------------- | ------- | ---------- |
| Edmundo Pinto PDS                 | Romildo Magalhães PDS            | 11     | PDS (sem coligação)                                         | 35.228  | 28,64%     |
| Jorge Viana PT                    | José Alberto de Souza Lima PCdoB | 13     | Frente Popular do Acre (PT, PDT, PCB, PCdoB)                | 34.868  | 28,34%     |
| Osmir Lima PMDB                   | Regina Lino PMDB                 | 15     | PMDB (sem coligação)                                        | 27.252  | 22,15%     |
| Rubem Branquinho PL               | George Teixeira Pinheiro -       | 22     | Renovação Democrática do Acre (PL, PTB, PFL, PRN, PDC, PTR) | 23.669  | 19,24%     |
| Ressini Jarude PSDB               | -                                | 45     | PSDB (sem coligação)                                        | 2.006   | 1,63%      |
| Fontes:                           |                                  |        |                                                             |         |            |

### Segundo turno
Segundo o Tribunal Regional Eleitoral do Acre houve 1.561 votos em branco (1,11%) e 7.421 votos nulos (5,28%), calculados sobre um total de 140.599 eleitores, com os 131.617 votos nominais assim distribuídos:
| Candidatos a governador do estado | Candidatos a vice-governador   | Número | Coligação                                    | Votação | Percentual |
| --------------------------------- | ------------------------------ | ------ | -------------------------------------------- | ------- | ---------- |
| Edmundo Pinto PDS                 | Romildo Magalhães PDS          | 11     | PDS (sem coligação)                          | 71.876  | 54,61%     |
| Jorge Viana PT                    | José Alberto de Souza Lima PDT | 13     | Frente Popular do Acre (PT, PDT, PCB, PCdoB) | 59.741  | 45,39%     |
| Fontes:                           |                                |        |                                              |         |            |

## Resultado da eleição para senador
Segundo o Tribunal Regional Eleitoral do Acre, houve 110.120 votos nominais, não estando disponíveis o total de votos em branco e de votos nulos.
| Candidatos a senador da República | Candidatos a suplente de senador                            | Número | Coligação                                    | Votação | Percentual |
| --------------------------------- | ----------------------------------------------------------- | ------ | -------------------------------------------- | ------- | ---------- |
| Flaviano Melo PMDB                | Telmo Camilo Vieira PMDB Airton Chaves Rocha PMDB           | 151    | PMDB (sem coligação)                         | 34.455  | 31,29%     |
| Mário Maia PDT                    | Antônio Tavares Monteiro PDT Clodomir Monteiro da Silva PDT | 121    | Frente Popular do Acre (PT, PDT, PCB, PCdoB) | 29.752  | 27,02%     |
| Narciso Mendes PFL                | -                                                           | 251    | PFL (sem coligação)                          | 20.445  | 18,56%     |
| Zamir Teixeira PRN                | -                                                           | 361    | PRN (sem coligação)                          | 12.696  | 11,53%     |
| Iolanda Fleming PDS               | -                                                           | 111    | PDS (sem coligação)                          | 11.220  | 10,19%     |
| Antônio Carlos Carbone PSDB       | -                                                           | 451    | PSDB (sem coligação)                         | 1.552   | 1,41%      |
| Fontes:                           |                                                             |        |                                              |         |            |

## Deputados federais eleitos
São relacionados os candidatos eleitos com informações complementares da Câmara dos Deputados.

Representação eleita
  PMDB: 5
  PDS: 3

| Número  | Deputados federais eleitos | Partido | Votação | Percentual | Cidade onde nasceu | Unidade federativa |
| 1111    | João Tota                  | PDS     | 6.415   | 4,87%      | Teixeira           | Paraíba            |
| 1505    | Mauri Sérgio               | PMDB    | 5.734   | 4,35%      | Xapuri             | Acre               |
| 1110    | Célia Mendes               | PDS     | 5.394   | 4,09%      | Belém              | Pará               |
| 1504    | Zila Bezerra               | PMDB    | 4.031   | 3,06%      | Rio de Janeiro     | Rio de Janeiro     |
| 1508    | João Maia                  | PMDB    | 3.855   | 2,92%      | Santa Branca       | São Paulo          |
| 1512    | Adelaide Neri              | PMDB    | 3.779   | 2,87%      | Tarauacá           | Acre               |
| 1509    | Ronivon Santiago           | PMDB    | 3.338   | 2,53%      | Cruzeiro do Sul    | Acre               |
| 1122    | Francisco Diógenes         | PDS     | 3.239   | 2,46%      | Iguatu             | Ceará              |
| Fontes: |                            |         |         |            |                    |                    |

## Deputados estaduais eleitos
Estavam em jogo 24 vagas na Assembleia Legislativa do Acre. Os apoiadores de Edmundo Pinto e Osmir Lima elegeram oito representantes cada, ante cinco de Rubem Branquinho e três de Jorge Viana.

Representação eleita
  PMDB: 9
  PDS: 7
  PT: 2
  PRN: 2
  PL: 2
  PCdoB: 1
  PFL: 1

| Número  | Deputados estaduais eleitos      | Partido | Votação | Percentual | Cidade onde nasceu | Unidade federativa |
| 13101   | Marina Silva                     | PT      | 3.331   | 2,53%      | Rio Branco         | Acre               |
| 15105   | Raimundo Sales Costa             | PMDB    | 2.500   | 1,89%      | Sena Madureira     | Acre               |
| 15122   | Vagner José Sales                | PMDB    | 2.302   | 1,74%      | Cruzeiro do Sul    | Acre               |
| 11116   | Álvaro Moreira Romero            | PDS     | 2.007   | 1,52%      | Blumenau           | Santa Catarina     |
| 11106   | José Raimundo Bestene            | PDS     | 1.789   | 1,35%      | Brasileia          | Acre               |
| 11105   | Maria das Vitórias               | PDS     | 1.778   | 1,35%      | Sena Madureira     | Acre               |
| 65200   | Sérgio Taboada                   | PCdoB   | 1.674   | 1,27%      | Rio Branco         | Acre               |
| 11113   | Luiz Carlos Beirute Borges       | PDS     | 1.627   | 1,23%      | Xapuri             | Acre               |
| 15114   | Adalberto Ferreira da Silva      | PMDB    | 1.601   | 1,21%      | Rio de Janeiro     | Rio de Janeiro     |
| 11115   | Ilson Alves Ribeiro              | PDS     | 1.584   | 1,20%      | Sena Madureira     | Acre               |
| 15120   | Elson Santiago                   | PMDB    | 1.559   | 1,18%      | Cruzeiro do Sul    | Acre               |
| 15112   | Manoel Machado da Rocha          | PMDB    | 1.541   | 1,17%      | Cruzeiro do Sul    | Acre               |
| 15127   | João Correia                     | PMDB    | 1.490   | 1,13%      | Cruzeiro do Sul    | Acre               |
| 11120   | Armando Salvatierra Barroso      | PDS     | 1.474   | 1,11%      | Plácido de Castro  | Acre               |
| 11119   | Francisco Lopes Pessoa           | PDS     | 1.423   | 1,08%      | Araripe            | Ceará              |
| 36108   | Elson Bezerra da Silva Costa     | PRN     | 1.375   | 1,04%      | Cruzeiro do Sul    | Acre               |
| 15130   | José Tarcísio Medeiros de Moraes | PMDB    | 1.315   | 0,99%      | Rio Branco         | Acre               |
| 15109   | Cleudo da Rocha Mendonça         | PMDB    | 1.310   | 0,99%      | Tarauacá           | Acre               |
| 15107   | Mamede Said Maia Filho           | PMDB    | 1.301   | 0,98%      | Santa Branca       | São Paulo          |
| 13133   | Nilson Mourão                    | PT      | 1.024   | 0,77%      | Tarauacá           | Acre               |
| 22222   | Luiz de Oliveira Garcia          | PL      | 896     | 0,68%      | Senador Guiomard   | Acre               |
| 25211   | Raimundo Gomes Leitão            | PFL     | 813     | 0,61%      | Rio Branco         | Acre               |
| 36111   | Luiz Brandão Hassem              | PRN     | 751     | 0,57%      | Brasileia          | Acre               |
| 22223   | Luiz Saraiva Correia             | PL      | 693     | 0,52%      | Olinda             | Pernambuco         |
| Fontes: |                                  |         |         |            |                    |                    |

## Tabelas eleitorais por município

### Para governador no primeiro turno
| Total de municípios                      | 12 |
| ---------------------------------------- | -- |
| Municípios vencidos por Edmundo Pinto    | 4  |
| Municípios vencidos por Osmir Lima       | 3  |
| Municípios vencidos por Rubem Branquinho | 3  |
| Municípios vencidos por Jorge Viana      | 2  |

| Município         | Edmundo Pinto | %      | Jorge Viana | %      | Osmir Lima | %      | Rubem Branquinho | %      | Ressini Jarude | %     | Válidos | %      | Brancos | %      | Nulos  | %      | Comparecimento | %      | Abstenção | %      | Eleitorado |
| ----------------- | ------------- | ------ | ----------- | ------ | ---------- | ------ | ---------------- | ------ | -------------- | ----- | ------- | ------ | ------- | ------ | ------ | ------ | -------------- | ------ | --------- | ------ | ---------- |
| Assis Brasil      | 203           | 12.38% | 421         | 25.67% | 222        | 13.54% | 577              | 35.48% | 8              | 0.49% | 1.431   | 87.26% | 137     | 8.35%  | 72     | 4.39%  | 1.640          | 81,03% | 384       | 18.97% | 2.024      |
| Brasiléia         | 1.522         | 18.12% | 1.648       | 19.62% | 1.791      | 21.32% | 1.359            | 16.18% | 61             | 0.73% | 6.381   | 75.96% | 1.256   | 14.95% | 763    | 9.08%  | 8.400          | 81.32% | 1.930     | 18.68% | 10.330     |
| Cruzeiro do Sul   | 3.149         | 15.51% | 2.782       | 13.70% | 5.029      | 24.77% | 4.175            | 20.56% | 180            | 0.89% | 15.315  | 75.42% | 3.261   | 16.06% | 1730   | 8.52%  | 20.306         | 76.03% | 6.403     | 23.97% | 26.709     |
| Feijó             | 2.062         | 39.12% | 849         | 16.11% | 804        | 15.25% | 376              | 7.13%  | 76             | 1.44% | 4.167   | 79.06% | 684     | 12.98% | 420    | 7.97%  | 5.271          | 66.58% | 2.646     | 33.42% | 7.917      |
| Mâncio Lima       | 1.061         | 34.89% | 307         | 10.10% | 670        | 22.03% | 299              | 9.83%  | 21             | 0.69% | 2.358   | 77.54% | 431     | 14.17% | 252    | 8.29%  | 3.041          | 80.36% | 743       | 19.64% | 3.784      |
| Manoel Urbano     | 449           | 29.40% | 199         | 13.03% | 395        | 25.87% | 142              | 9.30%  | 20             | 1.31% | 1.205   | 78.91% | 205     | 13.43% | 117    | 7.66%  | 1.527          | 61.06% | 974       | 38.94% | 2.501      |
| Plácido de Castro | 1.063         | 14.87% | 1.141       | 15.96% | 1.293      | 18.65% | 1.762            | 24.65% | 63             | 0.88% | 5.322   | 74.45% | 1.181   | 16.52% | 645    | 9.02%  | 7.148          | 68.17% | 3.337     | 31.83% | 10.485     |
| Rio Branco        | 20.806        | 24.26% | 22.344      | 26.05% | 12.741     | 14.86% | 11.129           | 12.98% | 1.272          | 1.48% | 68.292  | 79.63% | 8.985   | 10.48% | 8.486  | 9.89%  | 85.763         | 84.84% | 15.327    | 15.16% | 101.090    |
| Sena Madureira    | 1.595         | 20.98% | 1.464       | 19.26% | 1.416      | 18.63% | 1.258            | 16.55% | 64             | 0,84% | 5.797   | 76.26% | 1.209   | 15.90% | 596    | 7.84%  | 7.602          | 73.07% | 2.802     | 26.93% | 10.404     |
| Senador Guiomard  | 1.092         | 18.08% | 1.208       | 20.00% | 583        | 9.65%  | 1.396            | 23.12% | 122            | 2.02% | 4.401   | 72.88% | 1.001   | 16.58% | 637    | 10,55% | 6.039          | 76.63% | 1.842     | 23.37% | 7.881      |
| Tarauacá          | 1.456         | 24.67% | 1.014       | 17.18% | 1.496      | 25.35% | 549              | 9.30%  | 90             | 1.53% | 4.605   | 78.04% | 874     | 14.81% | 422    | 7.15%  | 5.901          | 71,10% | 2.398     | 28,90% | 8.299      |
| Xapuri            | 770           | 15.84% | 1.491       | 30.68% | 812        | 16,71% | 647              | 13.31% | 29             | 0.60% | 3.749   | 77.14% | 718     | 14.77% | 393    | 8.09%  | 4.860          | 77.33% | 1.425     | 22.67% | 6.285      |
| Total             | 35.228        | 28,64% | 34.868      | 28,34% | 27.252     | 22,15% | 23.669           | 19,24% | 2.006          | 1,63% | 123.023 | 78,11% | 19.942  | 12,66% | 14.533 | 9,23%  | 157.498        | 79,66% | 40.211    | 20,34% | 197.709    |

### Para governador no segundo turno
| Total de municípios                   | 12 |
| ------------------------------------- | -- |
| Municípios vencidos por Edmundo Pinto | 11 |
| Município vencido por Jorge Viana     | 1  |

| Município         | Edmundo Pinto | %      | Jorge Viana | %      | Válidos | %      | Brancos | %     | Nulos | %     | Comparecimento | %      | Abstenção | %      | Eleitorado |
| ----------------- | ------------- | ------ | ----------- | ------ | ------- | ------ | ------- | ----- | ----- | ----- | -------------- | ------ | --------- | ------ | ---------- |
| Assis Brasil      | 787           | 61.39% | 495         | 38.61% | 1.282   | 96.61% | 21      | 1.58% | 24    | 1.81% | 1.327          | 65.56% | 697       | 34.44% | 2.024      |
| Brasiléia         | 3.874         | 57.84% | 2.824       | 42.16% | 6.698   | 95.01% | 67      | 0.95% | 285   | 4.04% | 7.050          | 68.25% | 3.280     | 31.75% | 10.330     |
| Cruzeiro do Sul   | 9.320         | 57.03% | 7.022       | 42.97% | 16.342  | 93.71% | 177     | 1.02% | 919   | 5.27% | 17.438         | 65.29% | 9.271     | 34.71% | 26.709     |
| Feijó             | 2.838         | 65.33% | 1.506       | 34,67% | 4.344   | 94.60% | 70      | 1.52% | 178   | 3.88% | 4.592          | 58.00% | 3.325     | 42.00% | 7.917      |
| Mâncio Lima       | 1.743         | 66.20% | 890         | 33.80% | 2.633   | 96.38% | 10      | 0.37% | 89    | 3.26% | 2.732          | 72.20% | 1.052     | 27.80% | 3.784      |
| Manoel Urbano     | 760           | 58.87% | 531         | 41.13% | 1.291   | 95.35% | 16      | 1.18% | 47    | 3.47% | 1.354          | 54.14% | 1.147     | 45.86% | 2.501      |
| Plácido de Castro | 3.494         | 64.09% | 1.958       | 35.91% | 5.452   | 94.10% | 105     | 1.81% | 237   | 4.09% | 5.794          | 55,26% | 4.691     | 44,74% | 10.485     |
| Rio Branco        | 38.094        | 51.59% | 35.746      | 48.41% | 73.840  | 92.86% | 814     | 1.02% | 4.860 | 6.11% | 79.514         | 78.66% | 21.576    | 21.34% | 101.090    |
| Sena Madureira    | 3.768         | 66.68% | 1.883       | 33.32% | 5.651   | 96.04% | 67      | 1.14% | 166   | 2.82% | 5.884          | 56.56% | 4.520     | 43.44% | 10.404     |
| Senador Guiomard  | 2.639         | 54.06% | 2.171       | 45.14% | 4.810   | 93.13% | 96      | 1.86% | 259   | 5.01% | 5.165          | 65.54% | 2.716     | 34.46% | 7.881      |
| Tarauacá          | 2.684         | 52.69% | 2.410       | 47.31% | 5.094   | 95.21% | 65      | 1.21% | 191   | 3.57% | 5.350          | 64.47% | 2.949     | 35.53% | 8.299      |
| Xapuri            | 1.875         | 44.86% | 2.305       | 55.02% | ¨4.180  | 95.02% | 53      | 1.20% | 166   | 3.77% | 4.399          | 69.99% | 1.886     | 30.01% | 6.285      |
| Total             | 71.876        | 54,61% | 59.741      | 45,39% | 127.437 | 93,61% | 1.561   | 1,11% | 7.421 | 5,28% | 140.599        | 71,11% | 57.110    | 28,89% | 197.709    |